# 323 TCN
Năm 323 TCN là một năm trong lịch Roman. 

## Sự kiện
- Philippos III của Macedonia và Alexandros IV của Macedonia cùng lên ngôi quân chủ của Macedonia

## Sinh
- Alexandros IV của Macedonia (m. 309 TCN)

## Mất
- 10 tháng 6: Alexandros Đại đế, nhà quân sự kiệt xuất của Macedonia (s. 356 TCN)

### Chưa rõ ngày
- Lỗ Cảnh công, vị quân chủ thứ 33 của nước Lỗ - chư hầu nhà Chu trong lịch sử Trung Quốc. (s. 343 TCN)
- Diogenes thành Sinope, nhà triết học Hy Lạp cổ đại.